# Wasmannia sulcaticeps
Wasmannia sulcaticeps är en myrart som beskrevs av Carlo Emery 1894. Wasmannia sulcaticeps ingår i släktet Wasmannia och familjen myror.

## Underarter
Arten delas in i följande underarter:
- W. s. sulcaticeps
- W. s. weiseri

## Bildgalleri

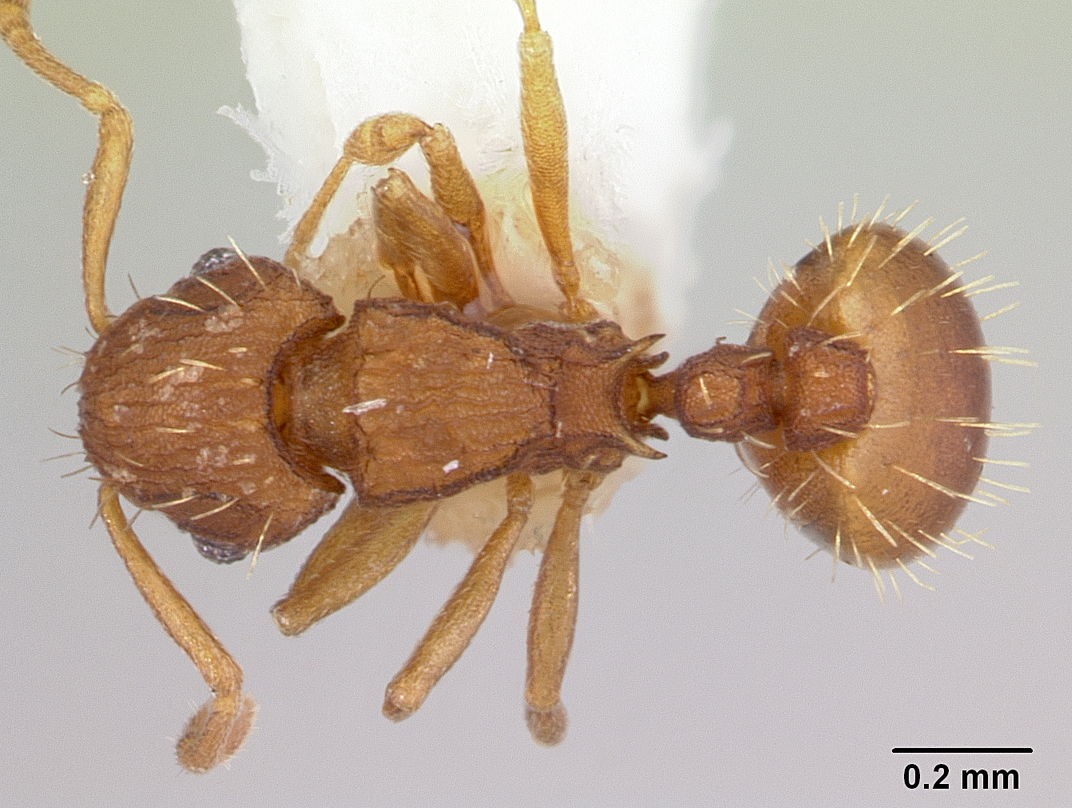
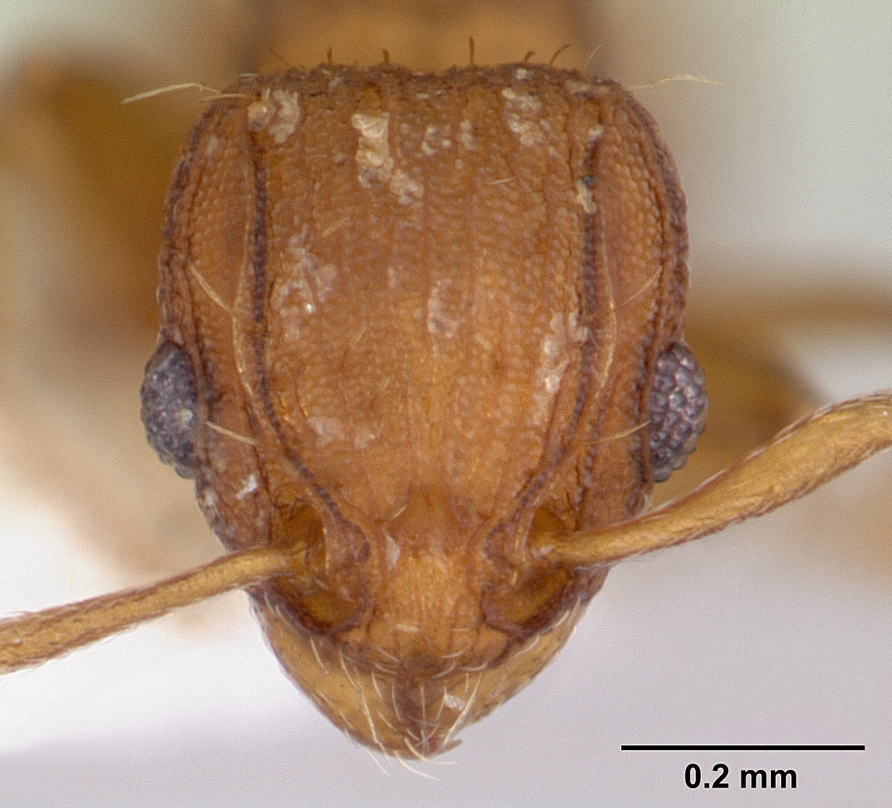
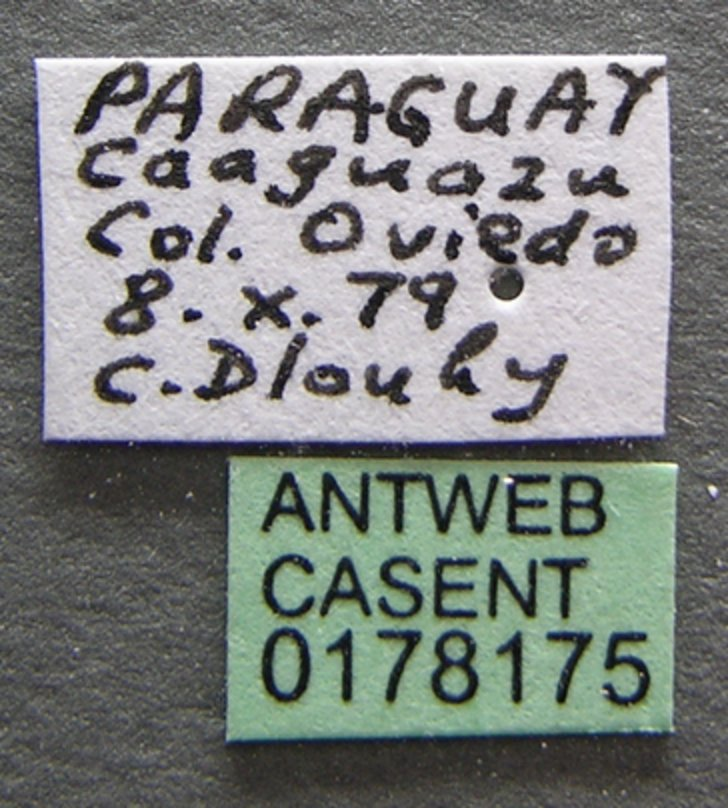
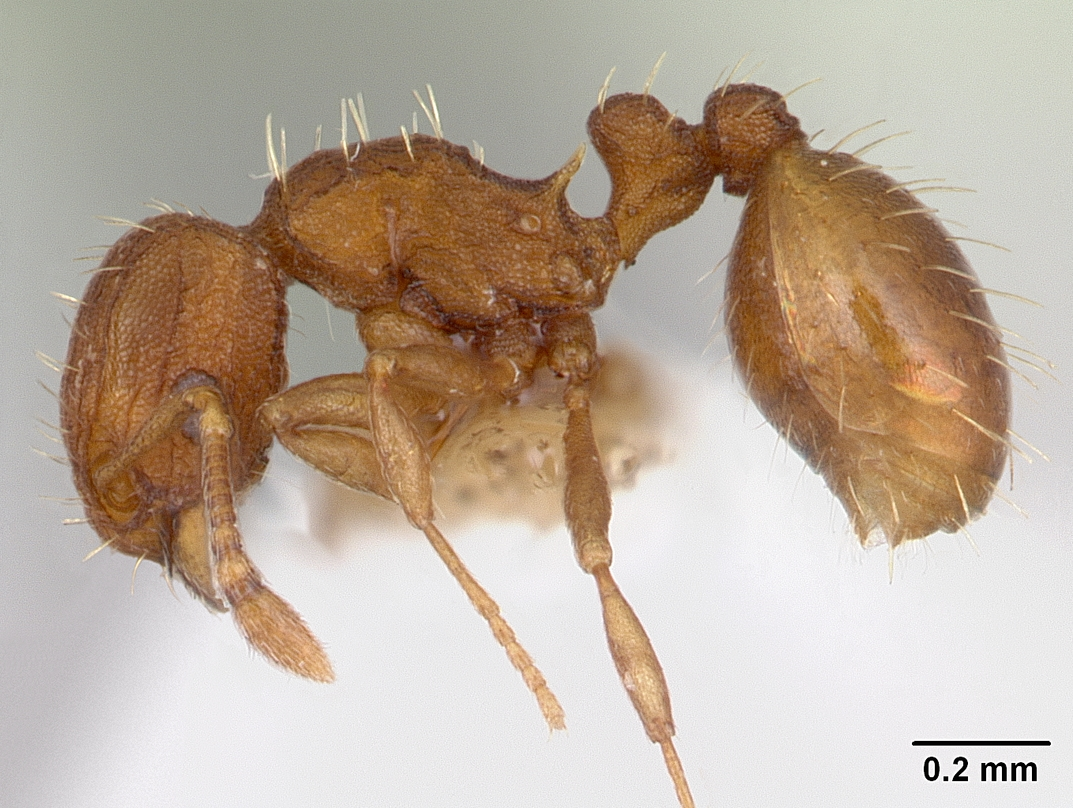